# Sylvester McCoy
Sylvester McCoy (ur. jako Percy James Patrick Kent-Smith 20 sierpnia 1943 w Dunoon) – brytyjski aktor, pochodzący ze Szkocji. Występował m.in. w roli siódmego Doktora w serialu Doktor Who oraz w roli Radagasta Burego w trylogii Hobbit.

## Lata młodości
Urodził się jako Percy James Patrick Kent-Smith w Dunoon w Szkocji jako syn Irlandki i Anglika. Jego ojciec zginął podczas II wojny światowej, jeszcze przed jego narodzeniem.
Wychowywał się głównie w Dunoon, gdzie uczęszczał do St. Mun's School. Od 12 do 16 roku życia uczęszczał do seminarium duchowego, którego nie ukończył. Naukę kontynuował w Dunoon Grammar School. Po ukończeniu szkoły, przeprowadził się do Londynu, gdzie pracował przez 5 lat w branży ubezpieczeniowej. Przez pewien czas pracował w The Roundhouse, gdzie poznał Kena Campbella.

## Kariera

### Początki kariery
Pseudonim aktora powstał w początkowym okresie kariery, kiedy to Kent-Smith pracował w The Ken Campbell Roadshow. Podczas jednego ze skeczów pt. An Evening with Sylveste McCoy Prency Kent-Smith zagrał postać wymyśloną przez Kena Campbella, „Sylveste McCoya”. W żarcie w napisach końcowych napisano, że postać zagrał Sylveste McCoy. Po tym incydencie aktor przyjął pseudonim, dodając do imienia końcówkę „r” i powstał „Sylvester McCoy”.
Pierwsze występy w telewizji dotyczyły tematyki dziecięcej. 
W 1979 roku McCoy dostał małą rolę w filmie Dracula, co było jego filmowym debiutem.

### Doktor Who
W latach 1987–1989 McCoy wcielał się w Siódmego Doktora w serialu science-fiction Doktor Who. Był ostatnim Doktorem (nie licząc filmu) w wersji klasycznej serialu. McCoy wielokrotnie wracał do tej roli. W 1993 wystąpił charytatywnie w historii Dimensions in Time. W 1996 wystąpił w filmie telewizyjnym Doktor Who, podczas którego oddał rolę Doktora Paulowi McGannowi. Wystąpił również w wielu audycjach radiowych Big Finish Productions. W listopadzie 2013 roku wystąpił w produkcji komediowej The Five(ish) Doctors Reboot, dotyczącej Doktora Who.

## Filmografia
| Rok       | Tytuł                        | Rola              |
| --------- | ---------------------------- | ----------------- |
| 1979      | Dracula                      | Walter            |
| 1987–1989 | Doktor Who                   | siódmy Doktor     |
| 1993      | Dimensions in Time           | siódmy Doktor     |
| 1996      | Doktor Who                   | siódmy Doktor     |
| 2008      | King Lear                    | Błazen            |
| 2012      | Hobbit: Niezwykła podróż     | Radagast Bury     |
| 2013      | Hobbit: Pustkowie Smauga     | Radagast Bury     |
| 2013      | The Five(ish) Doctors Reboot | on sam            |
| 2013      | The Christmas Candle         | Edward Haddington |
| 2014      | Hobbit: Bitwa Pięciu Armii   | Radagast Bury     |